# Chrystynivka
Chrystynivka (ukrajinsky Христинiвка, rusky Христиновка – Christinovka) je město v Čerkaské oblasti na Ukrajině. K roku 2019 v ní žilo přes deset tisíc obyvatel.

## Poloha a doprava
Chrystynivka leží v západní části Čerkaské oblasti v Dněperské vysočině v nadmořské výšce 238 metrů. Od Čerkas, správního střediska oblasti, je vzdálena přibližně dvě stě kilometrů jihozápadně.  Po administrativně-teritoriální reformě v červenci 2020 patří do Umaňského rajónu, do té doby byla centrem Chrystynivského rajónu.
Jedná se o železniční uzel. Vede sem mimo jiné trať ze Zvenyhorodky a Umaně.

## Dějiny
První zmínka je z roku 1574, ovšem doložené osídlení sahá až do tripolské kultury, za které zde bylo významné sídliště.
Od roku 1956 je Chrystynivka městem.

### Rodáci
- Oleksandr Jevdokymovyč Kornijčuk (1905 – 1972), publicista